# Nova Prațea, Henicesk
Nova Prațea (în ucraineană Нова Праця) este un sat în comuna Stokopani din raionul Henicesk, regiunea Herson, Ucraina.

## Demografie
Componența lingvistică a localității Nova Prațea
     Ucraineană (94,57%)
     Rusă (5,43%)
Conform recensământului din 2001, majoritatea populației localității Nova Prațea era vorbitoare de ucraineană (94,57%), existând în minoritate și vorbitori de rusă (5,43%).